# ایوو پولگا
ایوو پولگا (انگلیسی: Ivo Pulga؛ زادهٔ ۲۰ ژوئن ۱۹۶۴) بازیکن فوتبال اهل ایتالیا است.
از باشگاه‌هایی که در آن بازی کرده‌است می‌توان به باشگاه فوتبال کارپی، باشگاه فوتبال مودنا، باشگاه فوتبال پارما، باشگاه فوتبال بولونیا، باشگاه فوتبال کالیاری، و باشگاه فوتبال ویچنزا اشاره کرد.